# Parastenocaris dammermani
Parastenocaris dammermani is een eenoogkreeftjessoort uit de familie van de Parastenocarididae. De wetenschappelijke naam van de soort is voor het eerst geldig gepubliceerd in 1921 door Menzel.